# Tomáš Halík
Tomáš Halík (ur. 1 czerwca 1948 w Pradze) – czeski duchowny rzymskokatolicki, nawrócony w wieku dorosłym, profesor doktor habilitowany socjologii, doktor habilitowany teologii, doktor filozofii, prałat honorowy Jego Świątobliwości. Pracujący między innymi jako duszpasterz akademicki i wykładowca Uniwersytetu Karola w Pradze; autor książek teologicznych.

## Życie
Ukończył studia socjologii i filozofii na Wydziale Filozoficznym Uniwersytetu Karola w Pradze, był uczniem Jana Patočki. Komunistyczne władze odmówiły mu prawa wykładów na uniwersytecie i został skierowany do pracy jako środowiskowy psychoterapeuta alkoholików i narkomanów.
21 października 1978 został tajnie wyświęcony przez biskupa w Erfurcie na katolickiego księdza, a do roku 1989 był jedną z ważniejszych postaci podziemnego Kościoła katolickiego i bliskim współpracownikiem kard. Františka Tomáška.
Od roku 1990 jest rektorem uniwersyteckiego kościoła pw. Najświętszego Salwatora w Pradze i przewodniczącym Czeskiej Akademii Chrześcijańskiej (po śmierci jej założyciela ks. Josefa Zvěřiny). W tym samym roku papież Jan Paweł II mianował Halíka konsultantem Papieskiej Rady do dialogu z niewierzącymi na okres dwóch lat. Od roku 1993 wykłada religioznawstwo na Wydziale Filozoficznym Uniwersytetu Karola. Głosił również wykłady w Oxfordzie i Cambridge oraz był jednym z ekspertów czeskiego prezydenta Václava Havla.
W roku 2008 został mianowany przez papieża Benedykta XVI prałatem honorowym Jego Świątobliwości.
Jest znany ze swego zaangażowania w życiu społecznym, publicznych wypowiedzi na temat problemów dyskryminacji rasowej, tematy polityczne i religijne oraz procesu sekularyzacji i integracji europejskiej. Jego myśli są często przywoływane na internetowych stronach nierzymskokatolickich biskupów czeskich np. Antonína Jelínka.

### Odznaczenia
Odznaczony Krzyżem Kawalerskim Orderu Zasługi Rzeczypospolitej Polskiej (2011) oraz Krzyżem Oficerskim niemieckiego Orderu Zasługi RFN (2019). W 2024 odznaczony Orderem Tomáša Garrigue Masaryka I klasy.
W 2014 otrzymał Nagrodę Templetona. W 2016 roku otrzymał nagrodę Nagrodę „Pontifici” warszawskiego Klubu Inteligencji Katolickiej. W 2019 roku otrzymał Medal świętego Jerzego przyznawany przez Tygodnik Powszechny, w 2021 Nagrodę im. ks. Józefa Tichnera.

## Twórczość
Halík w swoich publikacjach często przedstawia Boga dynamicznego, podobnie jak ogień płonącego krzewu, towarzyszącego wędrowcom i wędrującego razem z nimi, dlatego w „kryzysie religii” dopatruje się szansy dla rozwoju właśnie dynamicznej wiary.

## Publikacje w języku polskim
- Wyzwoleni, jeszcze nie wolni. Czeski katolicyzm przed i po 1989 roku, Poznań 1997. ISBN 83-7033-127-0
- Radziłem się dróg. Z Tomášem Halíkiem rozmawia Jan Jandourek, Poznań 2001. ISBN 83-7033-349-4
- Co nie jest chwiejne, jest nietrwałe. Labiryntem świata z wiarą i wątpliwościami, Kraków 2004. ISBN 83-7318-307-8
- Przemówić do Zacheusza, Kraków 2005. ISBN 83-7318-531-3
- Zacheuszu! Kazania na niedziele i święta, Kraków 2006. ISBN 83-7318-748-0
- Wzywany czy niewzywany, Bóg się tutaj zjawi. Europejskie wykłady z filozofii i socjologii dziejów chrześcijaństwa, Kraków 2006. ISBN 83-7318-621-2
- Noc spowiednika. Paradoksy małej wiary w epoce postoptymistycznej, Katowice 2007. ISBN 978-83-7030-534-5
- Cierpliwość wobec Boga. Spotkanie wiary z niewiarą[a], Kraków 2009. ISBN 978-83-7505-368-5
  - Cierpliwość wobec Boga. Spotkanie wiary z niewiarą. Wyd. drugie. Kraków: Wydawnictwo WAM, wrzesień 2011. ISBN 978-83-7505-913-7. Brak numerów stron w książce
- Drzewo ma jeszcze nadzieję. Kryzys jako szansa, Wydawnictwo „Znak”, Kraków 2010. ISBN 978-83-240-1412-5
- Dotknij ran, Wydawnictwo „Znak”, Kraków 2010. ISBN 978-83-240-1306-7
- Teatr dla aniołów. Życie jako religijny eksperyment, Wydawnictwo „Znak”, Kraków 2011. ISBN 978-83-240-1593-1
- Przenikanie światów: z życia pięciu wielkich religii, Księgarnia św. Jacka, Katowice 2012. ISBN 978-83-7030-759-2
- Różnorodność pojednana. Z Tomášem Halíkiem rozmawia Tomasz Dostatni, Wydawnictwo „Znak”, Kraków 2013. ISBN 978-83-240-2115-4
- Hurra, nie jestem Bogiem!, Agora, Warszawa 2013. ISBN 978-83-268-1240-8
- Chcę, abyś był, Znak, Kraków 2014. ISBN 978-83-240-3221-1
- Żyć z tajemnicą. Impulsy do rozmyślań nad wiarą, Charaktery, 2015. ISBN 978-83-64721-34-2
- Żyć w dialogu. Impulsy do rozmyślań nad wiarą, Charaktery, 2015. ISBN 978-83-64721-33-5
- Bóg zagubiony. Wiara w objęciach niewiary, WAM, Kraków 2017. ISBN 978-83-277-1297-4
- Czas pustych kościołów, WAM, Kraków 2020. ISBN 978-83-277-1830-3